# Хальзов, Александр Иванович
Александр Иванович Хальзов (26 февраля 1965, Тамбов, СССР) — советский и российский футболист.

## Биография
Будучи учеником 6-го класса, записался в экспериментальный футбольный класс на базе тамбовской школы № 9, где и начал учиться. До 10 класса тренировался в школьной команде, затем получил предложение стать членом тамбовского футбольного клуба. За «Спартак» начал играть в 17 лет. Служил в советской армии, во время службы выступал за команду футбольной школы молодёжи. После службы продолжил играть в костромском «Спартаке», где спустя год получил травму и выбыл из строя. Вернулся после восстановления снова в тамбовский клуб.
За два года он стал одним из лучших бомбардиров: в сезоне 1989 года забил 21 мяч. После этого Хальзову стало поступать много предложений из различных футбольных клубов, и он остановился на липецком «Металлурге»: Липецк находился довольно близко к родному городу. В составе нового клуба стал одним из лучших бомбардиров за всю историю липецкого футбола, становясь два сезона подряд лучшим. В 1990 году спас команду от поражения в матче с «Тереком», при счёте 3:0 оформив хет-трик.
Затем уехал играть в Венгрию в клуб «Шиофок», через два года вернулся в Липецк. Потом был приглашён в Финляндию, в команду «Ильвес». Завершил карьеру в тамбовском «Спартаке», выведя его во вторую лигу.
Позже стал работать в Академии футбола, участвовать в турнирах для ветеранов футбола.